# Залишки старовинного парку в с. Бережанка
За́лишки старови́нного па́рку в с. Бережа́нка (Бережанківський парк) — парк-пам'ятка садово-паркового мистецтва місцевого значення в Україні. Розташований у селі Бережанка Кременецького району Тернопільської області, у межах садиби ЗОШ  І-ІІ ступенів. 
Площа — 0,5 га. Рішенням Тернопільської обласної ради від 18 березня 1994 року йому надано статус об'єкта природно-заповідного фонду. Перебуває у віданні Бережанської ЗОШ І-ІІ ступенів. 
Залишки старовинного парку. Ростуть поодинокі дерева липи, ясена, гіркокаштана звичайний (каштана кінського). Найцінніші три липи дрібнолистих діаметром 165, 120, 95 см і заввишки 2530 м. У шкільному саду зростають ще 3 липи. Багато дерев тут садили учні самої школи.